# Trattato dell'Eliseo

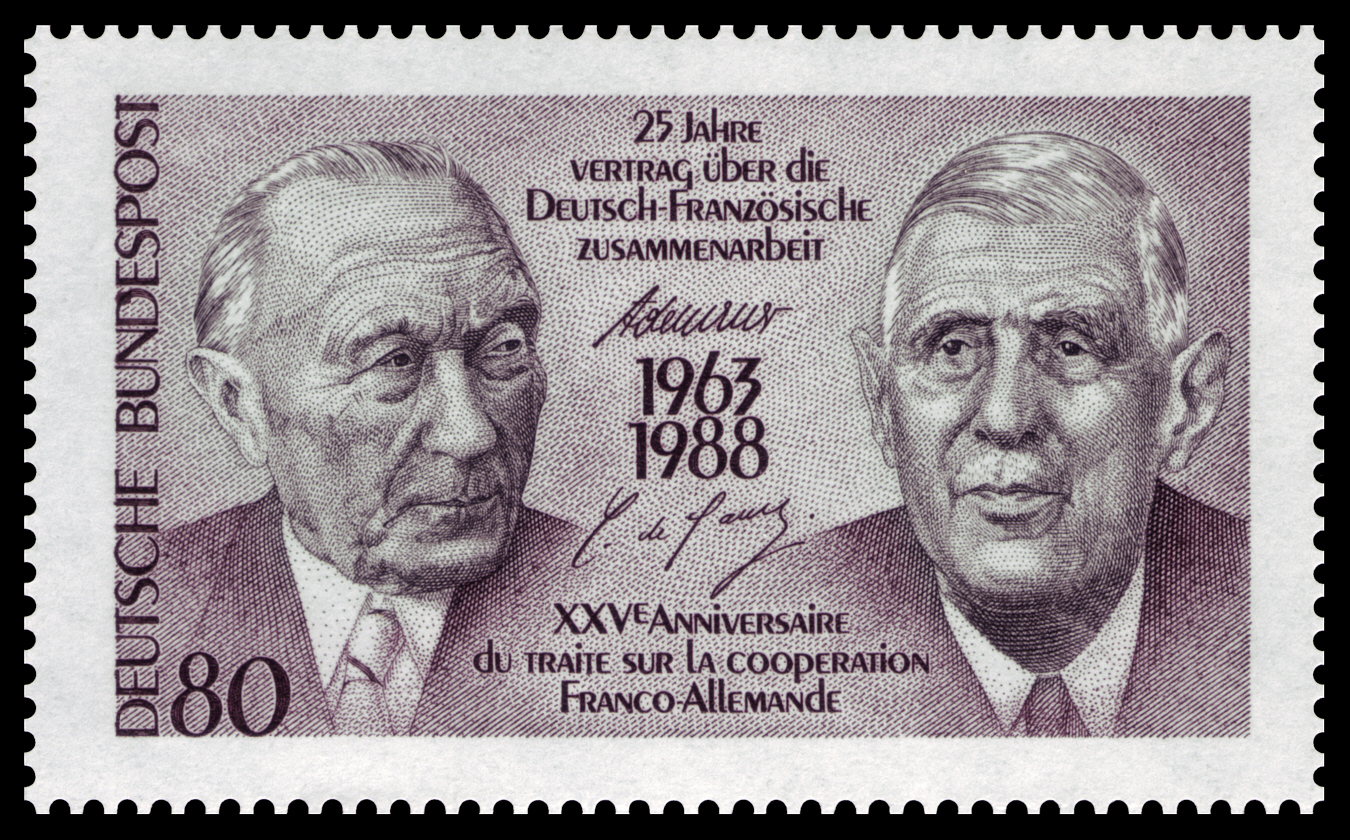
Francobollo con i volti di Konrad Adenauer e Charles De Gaulle

Il trattato dell'Eliseo fu firmato tra Francia e Germania Ovest il 22 gennaio 1963, al termine di una conferenza tenutasi a Parigi.

## Storia
Il trattato pose termine al secolare conflitto fra le due nazioni e stabilì tra esse un accordo di collaborazione in settori essenziali, dalla sicurezza allo sviluppo economico e culturale (nota anche come amicizia franco-tedesca). Dietro si celava anche il tentativo di slegare la Germania Ovest di Adenauer dalla subordinazione nei confronti della politica americana. Pesava anche il fallimento del progetto francese di una NATO a triplice guida delle potenze nucleari: Francia, (che ne faceva parte dal 1960, dal test Gerboise bleue), USA e Gran Bretagna, con la conseguenza del veto francese sull'adesione di Londra nella Comunità economica europea, veto dovuto anche al non approfondimento del legame tra Regno Unito e Francia in ambito militare, volendo approfondire il legame tecnologico nucleare con gli USA in ambito NATO con l'accordo di Nassau.
Vi parteciparono il generale De Gaulle, allora presidente della Repubblica Francese, che tre anni dopo guiderà la sua nazione all'uscita dal Comando Militare Integrato della NATO, e Konrad Adenauer, allora cancelliere della Repubblica Federale di Germania.
Alla Germania Ovest si chiese, prima della firma del trattato, di fare una dichiarazione di fedeltà all'Alleanza atlantica: Bonn era già di fatto stata costretta ad aderire al trattato di non proliferazione nucleare, rassicurando l'URSS e ribadendo l'egemonia americana nella NATO. Il parlamento tedesco decise di aderire alle richieste internazionali mentre Adenauer, più attento alle relazioni con la Francia, venne messo in minoranza dal suo stesso partito e alla fine di quel stesso anno, lasciò il governo. Il trattato costituì un passo fondamentale nel rafforzamento della Comunità europea.
All'inizio del 2013, nel cinquantesimo anniversario della firma del trattato, la zecca francese e quella tedesca hanno dedicato all'evento una moneta commemorativa da 2 euro, raffigurante i volti di Charles De Gaulle e di Konrad Adenauer con le rispettive firme.
Il 22 gennaio 2019 viene ripreso e completato con i trattato di cooperazione franco-tedesco di Aquisgrana firmato da Emmanuel Macron e Angela Merkel.